# Episodi de Il brivido dell'imprevisto (terza stagione)
La terza stagione della serie televisiva Il brivido dell'imprevisto è stata trasmessa in anteprima nel Regno Unito dalla Independent Television tra il 9 agosto 1980 e il 19 dicembre 1980.
| nº | Titolo originale                    | Titolo italiano            | Prima TV Regno Unito | Prima TV Italia   |
| -- | ----------------------------------- | -------------------------- | -------------------- | ----------------- |
| 1  | The Flypaper                        | La carta moschicida        | 9 agosto 1980        | 29 maggio 1981    |
| 2  | A Picture of a Place                | Il paesaggio               | 16 agosto 1980       | 25 ottobre 1982   |
| 3  | Proof of Guilt                      | La prova a carico          | 23 agosto 1980       | 6 dicembre 1982   |
| 4  | Vengeance Is Mine Inc.              | La vendetta è mia          | 30 agosto 1980       | 3 gennaio 1983    |
| 5  | A Girl Can't Always Have Everything | Non si può avere tutto     | 9 novembre 1980      | 20 dicembre 1982  |
| 6  | Parson's Pleasure                   | Le gioie dell’antiquariato | 30 novembre 1980     | 27 settembre 1982 |
| 7  | The Stinker                         | Il soprannome              | 7 dicembre 1980      | 8 marzo 1982      |
| 8  | I'll Be Seeing You                  | Ci vediamo                 | 14 dicembre 1980     | 20 settembre 1982 |
| 9  | The Party                           | Il party                   | 19 dicembre 1980     | 18 ottobre 1982   |